# NGC 3269
NGC 3269 је спирална галаксија у сазвежђу Шмрк (Пумпа) која се налази на NGC листи објеката дубоког неба.
Деклинација објекта је - 35° 13' 26" а ректасцензија 10h 29m 57,0s. Привидна величина (магнитуда) објекта NGC 3269 износи 12,3 а фотографска магнитуда 13,2. NGC 3269 је још познат и под ознакама ESO 375-44, MCG -6-23-40, AM 1027-350, PGC 30945.